# Blumenbachia latifolia
Blumenbachia latifolia là một loài thực vật có hoa trong họ Loasaceae. Loài này được Cambess. mô tả khoa học lần đầu tiên vào năm 1830.